# Bensberg (Langenberge)
Der Bensberg ist eine 464,8 m ü. NHN hohe Erhebung im Hauptkamm der zum Habichtswälder Bergland gehörenden und großräumig bewaldeten Langenberge im nordhessischen Schwalm-Eder-Kreis.

## Geographie

### Lage
Der Bensberg liegt im Naturpark Habichtswald und zählt zum Hauptkamm der Langenberge, der unter anderem aus Schwengeberg (556,7 m), Laufskopf (534,8 m) und Bilstein (ca. 460 m) besteht. Er erhebt sich zwischen den Ortschaften Ermetheis (zu Niedenstein) im Westen, Besse (zu Edermünde) im Ostsüdosten und Großenritte (zu Baunatal im benachbarten Landkreis Kassel) im Nordosten. Sein Gipfel liegt wenige Meter westlich der Gemeindegrenze von Gudensberg und Edermünde in Gudensberger Gebiet, zu dem auch der Westhang gehört; sein Osthang zählt zur Gemeinde Edermünde.
Nachbar ist der rund 650 m südsüdöstlich gelegene Bilstein, und 1,1 km nordwestlich liegt der Laufskopf. Über den zum Laufskopf überleitenden Bergsattel führt zwischen Ermetheis und Großenritte die Landesstraße 3219. Beim dortigen Wandererparkplatz Bensberg endeten früher die Langenbergrennen.

### Naturräumliche Zuordnung
Der Bensberg gehört in der naturräumlichen Haupteinheitengruppe Westhessisches Bergland (Nr. 34), in der Haupteinheit Habichtswälder Bergland (342) und in der Untereinheit Habichtswald (mit Langenberg) (342.0) zum Naturraum Langenberg (342.02). Die Landschaft fällt nach Südwesten in den zur Untereinheit Hessengau (343.2) zählenden Naturraum Fritzlarer Börde (343.23) ab und nach Osten in die Untereinheit Kasseler Becken (343.3), die beide Teil der Haupteinheit Westhessische Senke (343) sind.

### Fließgewässer
Westlich des Bensbergs liegt die Quelle des kleinen Elsterbachs, dessen Wasser durch die letztlich südwestwärts strebende Matzoff dem Eder-Zufluss Ems zufließt. Östlich entspringt der Pilgerbach, der ostwärts in den Fulda-Zufluss Eder mündet. Etwas weiter nördlich entspringt am Laufskopf die Leisel, deren Wasser durch die Bauna direkt die Fulda erreicht.